# リジェネロン・サイエンス・タレント・サーチ

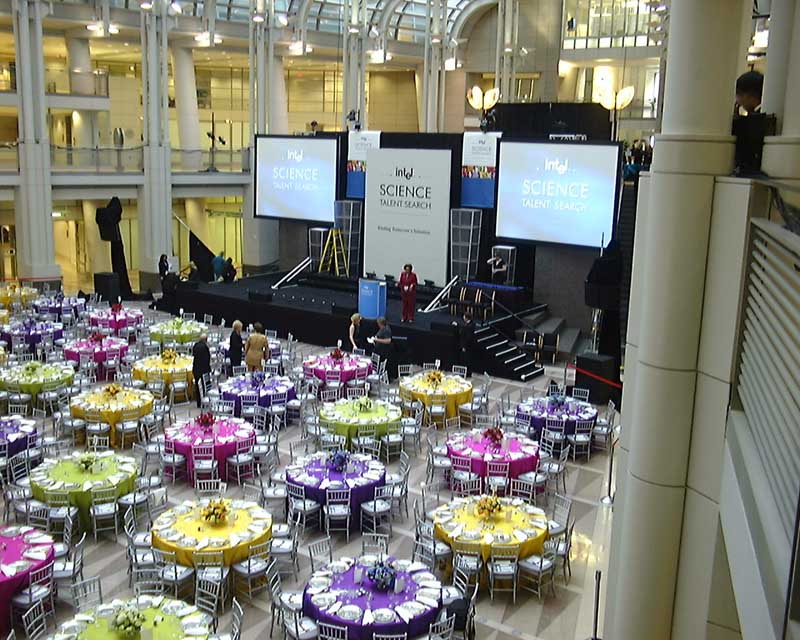
ワシントンD.C.のロナルド・レーガン・ビルディングで開催された2002年インテル・サイエンス・タレント・サーチのファイナリスト晩餐会の様子。10名の受賞者が発表され、40名のファイナリスト全員が表彰された。

リジェネロン・サイエンス・タレント・サーチ（Regeneron Science Talent Search, Regeneron STS）は、アメリカ合衆国の高校3年生を対象とした研究ベースの科学コンテストである。「アメリカで最も古く、最も権威のある科学コンテスト」とされる。1991年の優勝者晩餐会でのスピーチで、当時のジョージ・H・W・ブッシュ大統領はこの大会を「科学のスーパーボウル」と呼んだ。
2017年よりリジェネロン・ファーマシューティカルズがタイトルスポンサーを務め、イベント名に「リジェネロン」が冠されている。リジェネロン社は、2020年から国際学生科学技術フェア(ISEF)のタイトルスポンサーも務めている。

## 歴史
サイエンス・サービス（現在のソサエティ・フォー・サイエンス）が1942年にウェスティングハウス・エレクトリック社と共同でこのコンテストを開始した。57年間にわたり、このコンテストはウェスティングハウス・サイエンス・タレント・サーチの名称だった。1998年、インテルが他の数社を抑えてタイトルスポンサーになり、インテル・サイエンス・タレント・サーチ(Intel STS)という名称になった。2016年5月、リジェネロン・ファーマシューティカルズが新たなタイトルスポンサーになることが発表された。
これまでに、合計約15万人の学生がこのコンテストに参加してきた。2万人以上がセミファイナリストに選ばれ、約3千人がコンテストのファイナリストとして、ワシントンD.C.で行われるファイナリストウィークに参加した。ファイナリストは合計で数百万ドルの奨学金を受け取り、後年、ノーベル賞、フィールズ賞、マッカーサー・フェローなど数多くの栄誉を手にしている。
2018年現在で、出場者のうち、13人がノーベル賞を、2人がフィールズ賞を、11人がアメリカ国家科学賞を、18人がマッカーサー・フェローを、3人がアルバート・ラスカー医学研究賞を、5人がブレイクスルー賞を受賞し、43人が米国科学アカデミー会員に、11人が全米技術アカデミー会員に選出されている。
2020年と2021年は、新型コロナウイルスのパンデミックが深刻化したため、ワシントンD.C.でのファイナリストウィークは中止され、オンラインでの開催となった。

## コンペティション
応募者は、自宅で、または「大学、病院、民間研究所の主要な研究チームと協力して」独創的な研究を行う。選考は非常に競争が激しく、論文のほかに、推薦状、エッセイ、テストの点数、課外活動、高校の成績表などが最終選考に反映されることがある。
| 賞                          | 奨学金   |
| --------------------------- | -------- |
| 1位                         | $250,000 |
| 2位                         | $175,000 |
| 3位                         | $150,000 |
| 4位                         | $100,000 |
| 5位                         | $90,000  |
| 6位                         | $80,000  |
| 7位                         | $70,000  |
| 8位                         | $60,000  |
| 9位                         | $50,000  |
| 10位                        | $40,000  |
| ファイナリスト（40人）      | $25,000  |
| セミファイナリスト（300人） | $2,000   |

毎年、約1,800本の論文が提出される。1月中旬に上位300名のセミファイナリストが発表される。2017年からは、各セミファイナリストとその在籍する学校に、タイトルスポンサーから2千ドルが贈られている。
1月下旬には、40名のファイナリストが発表される。ファイナリストは3月にワシントンD.C.で開かれるファイナリストウィークに参加し、審査員の面接を受ける。審査員には、グレン・シーボーグ（1951年ノーベル化学賞受賞者）、ジョゼフ・テイラー（1993年ノーベル物理学賞受賞者）などが名を連ねている。上位10名には最高25万ドルの奨学金が授与され、全てのファイナリストには、最低でも25,000ドルの奨学金が授与される。

## 著名な出場者
| 氏名                                   | 年   | 順位               | その後の受賞歴・経歴                                                                       |
| -------------------------------------- | ---- | ------------------ | ------------------------------------------------------------------------------------------ |
| ロバート・クライヒナン                 | 1944 | 2位                | 米国科学アカデミー会員                                                                     |
| ベン・ロイ・モッテルソン               | 1944 | ファイナリスト     | 1975年ノーベル物理学賞                                                                     |
| アンドリュー・セスラー                 | 1945 | ファイナリスト     | 米国科学アカデミー会員                                                                     |
| ジェラルド・モーリス・エデルマン       | 1946 | セミファイナリスト | 1972年ノーベル生理学・医学賞                                                               |
| レオン・クーパー                       | 1947 | ファイナリスト     | 1972年ノーベル物理学賞                                                                     |
| マーティン・カープラス                 | 1947 | 1位                | 2013年ノーベル化学賞                                                                       |
| ロナルド・ブレスロー                   | 1948 | ファイナリスト     | 1991年アメリカ国家科学賞                                                                   |
| R・スティーブン・ベリー                | 1948 | ファイナリスト     | 1983年マッカーサー・フェロー 米国科学アカデミー会員                                        |
| ウォルター・ギルバート                 | 1949 | ファイナリスト     | 1980年ノーベル化学賞                                                                       |
| シェルドン・グラショー                 | 1950 | ファイナリスト     | 1979年ノーベル物理学賞                                                                     |
| ポール・コーエン                       | 1950 | ファイナリスト     | 1966年フィールズ賞                                                                         |
| ジョン・ホール                         | 1952 | セミファイナリスト | 2005年ノーベル物理学賞                                                                     |
| デヴィッド・マンフォード               | 1953 | ファイナリスト     | 1974年フィールズ賞                                                                         |
| ジョアンナ・ラス                       | 1953 | 10位以内           | 1983年ヒューゴー賞 中長編小説部門 1973年ネビュラ賞 短編小説部門 『フィメール・マン』の著者 |
| マーシャン・ホフ                       | 1954 | 10位以内           | 2009年アメリカ国家技術賞                                                                   |
| ロアルド・ホフマン                     | 1955 | ファイナリスト     | 1981年ノーベル化学賞                                                                       |
| リロイ・フッド                         | 1956 | ファイナリスト     | 2011年アメリカ国家科学賞                                                                   |
| キップ・ソーン                         | 1958 | セミファイナリスト | 2017年ノーベル物理学賞                                                                     |
| ロバート・アクセルロッド               | 1961 | ファイナリスト     | 2012年アメリカ国家科学賞                                                                   |
| ゲイリー・A・ウェグナー                | 1963 | ファイナリスト     | フンボルト賞物理学部門                                                                     |
| ポール・モドリッチ                     | 1964 | セミファイナリスト | 2015年ノーベル化学賞                                                                       |
| レイ・カーツワイル                     | 1965 | ファイナリスト     | 1999年アメリカ国家技術賞                                                                   |
| フランク・ウィルチェック               | 1967 | ファイナリスト     | 2004年ノーベル物理学賞                                                                     |
| アルヴィン・ロス                       | 1968 | セミファイナリスト | 2012年ノーベル経済学賞                                                                     |
| ロジャー・Y・チエン                    | 1968 | 1位                | 2008年ノーベル化学賞                                                                       |
| トーマス・フェリックス・ローゼンバウム | 1973 | ファイナリスト     | カリフォルニア工科大学学長                                                                 |
| エリック・ランダー                     | 1974 | 1位                | 2013年生命科学ブレイクスルー賞                                                             |
| トム・レイトン                         | 1974 | 2位                | 米国科学アカデミー会員 アカマイ・テクノロジーズ共同創業者・CEO                             |
| ポール・ツァイツ                       | 1975 | 1位                | 1974年アメリカ数学オリンピック優勝                                                         |
| ジョージ・ヤンコプロス                 | 1976 | 10位以内           | 米国科学アカデミー会員 リジェネロン・ファーマシューティカルズ共同創業者・CSO               |
| リチャード・H・エブライト              | 1977 | ファイナリスト     | アメリカ芸術科学アカデミー会員                                                             |
| ロン・ウンツ                           | 1979 | 1位                | ウォールストリート・アナリティクス（現 ムーディーズ・アナリティクス創業者                  |
| リサ・ランドール                       | 1980 | 1位                | 米国科学アカデミー会員                                                                     |
| ブライアン・グリーン                   | 1980 | ファイナリスト     | 『エレガントな宇宙』の著者                                                                 |
| ノーム・エルキース                     | 1982 | ファイナリスト     | 2004年リーヴァイ・L・コナント賞                                                            |
| ウェンディ・チョン                     | 1986 | 1位                | 米国小児科学会 Young Investigator Award                                                    |
| ジョーダン・エレンバーグ               | 1989 | 2位                | アメリカ数学会フェロー                                                                     |
| マシュー・ヘッドリック                 | 1990 | 1位                | 高h指数の物理学者                                                                          |
| マニーシュ・アグラワラ                 | 1990 | ファイナリスト     | 2009年マッカーサー・フェロー                                                               |
| クリストファー・ブートン               | 1992 | ファイナリスト     | エンタジェン創業者・CEO                                                                    |
| 黄煒華                                 | 1993 | 6位                | 世界パズル選手権優勝（1995年、1997-1999年）                                                |
| ジェイコブ・ルーリー                   | 1996 | 1位                | 2014年数学ブレイクスルー賞 2014年マッカーサー・フェロー                                    |
| キース・ウィンシュタイン               | 1999 | 4位                | 2014年SIGCOMM Doctoral Dissertation Award                                                  |
| フェン・チャン                         | 2000 | 3位                | 米国科学アカデミー会員 2016年ガードナー国際賞                                              |